# Taher
Pour les articles homonymes, voir Taher (homonymie).
Taher (en arabe algérien : الطاهير  Ettahir ) est une commune algérienne de la wilaya de Jijel, située à 18 km à l'est du chef-lieu.
Deuxième ville de la wilaya après Jijel, Taher en est le pôle économique, avec la zone industrielle d'Ouled Salah, la centrale électrique d'Achouat, l'aéroport Ferhat Abbas et le port de Djen Djen.

## Géographie

### Situation
Le territoire de la commune de Taher se situe au nord de la wilaya de Jijel, sur le littoral méditerranéen, où se trouvent le port de Djen Djen et la plage de Bazoul.
Elle est limitrophe des communes de Chahna, d’Ouadjana, de Chekfa et d'Emir Abdelkader.
| Emir Abdelkader | Mer Méditerranée | Chekfa |
| Emir Abdelkader | Taher            | Chekfa |
| Emir Abdelkader | Ouadjana,Chahna  | Chahna |

### Relief, géologie, hydrographie

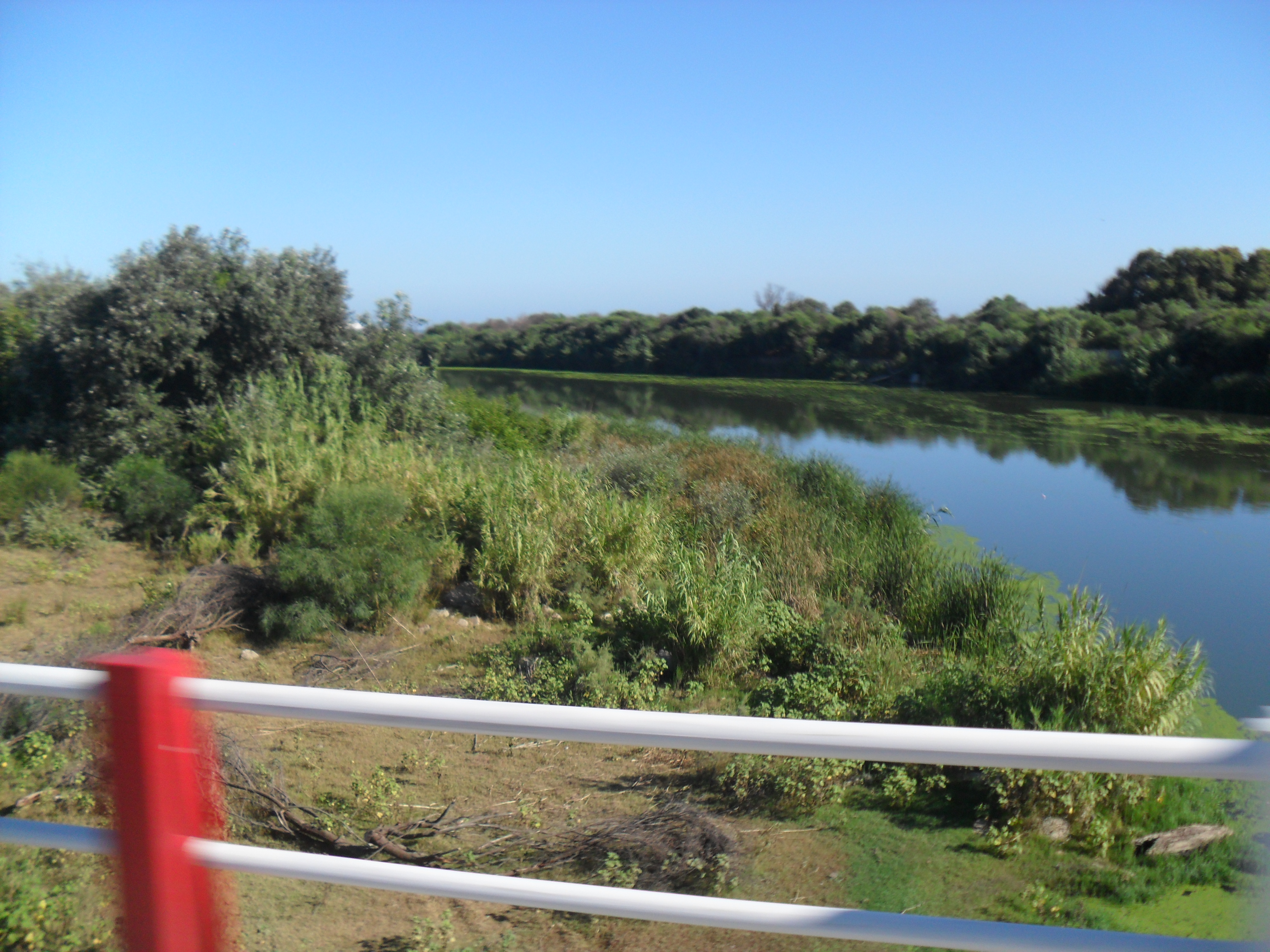
Oued Djen Djen, à Taher

### Transports
La route nationale 43, ainsi que le chemin de fer reliant la ville de Jijel à celle de Constantine, traversent la commune de Taher 5 km au nord du centre-ville à proximité du port de Djen Djen et à travers la localite de Bazoul.
La commune est également dotée de grandes infrastructures des transports aérien, ferroviaire et maritime :
- Aéroport international Ferhat Abbas : à 3 km au nord-ouest du centre-ville de Taher. Il assure des vols quotidiens  vers la ville d'Alger ainsi que des vols vers la France.
- Port de Djen Djen : à 5 km au nord
- Gare ferroviaire de Bazoul : 5 km au nord-est.

Le transport urbain et avec les localités avoisinantes est principalement assuré par des minibus.

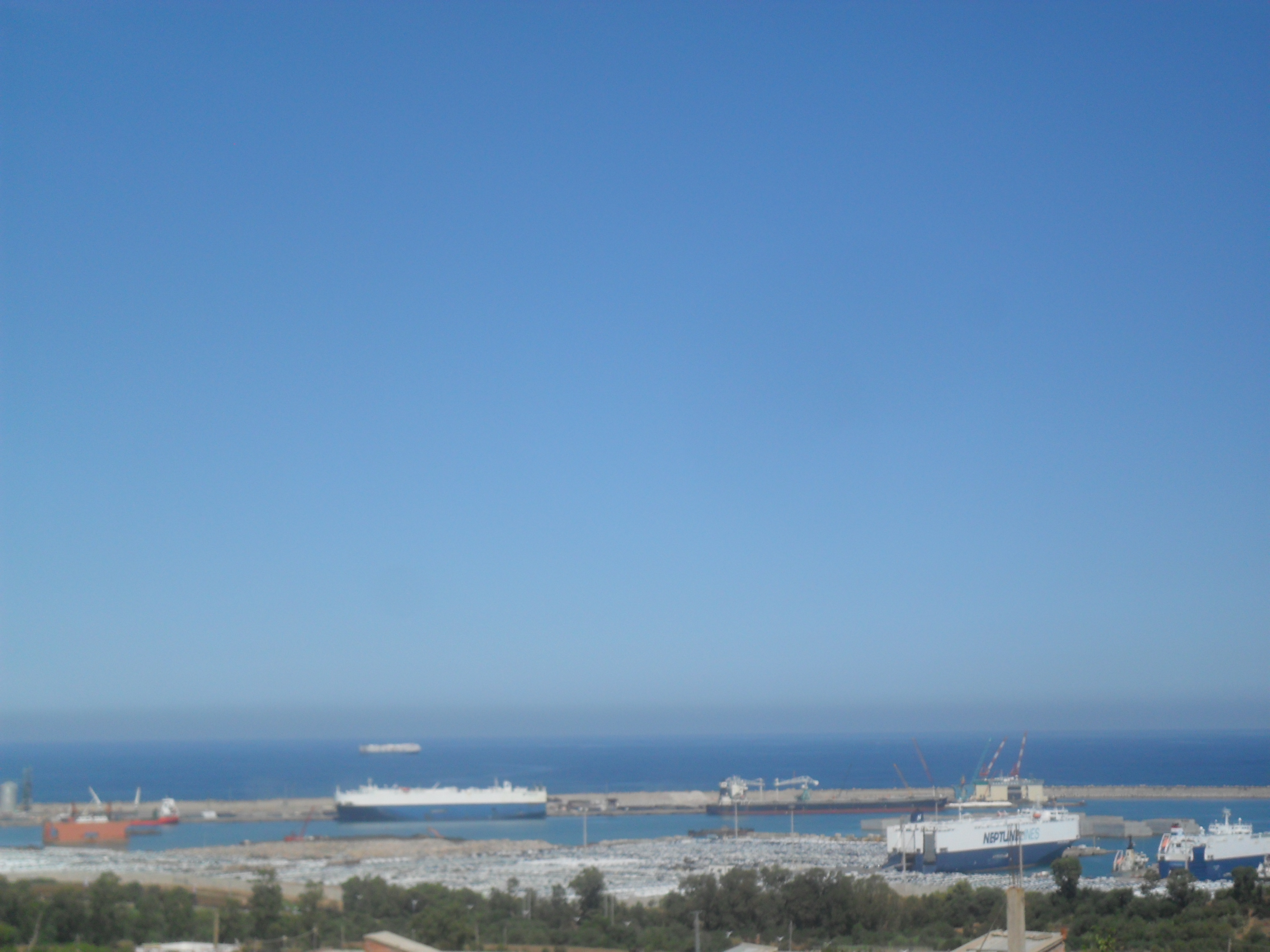
Port de Djen Djen, Taher.
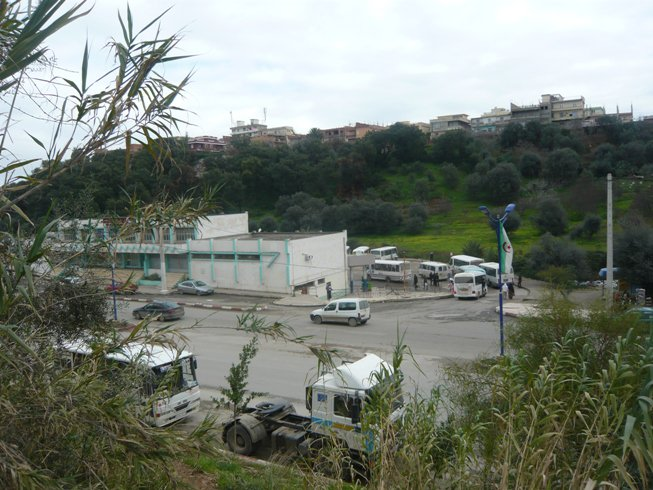
Gare routière de Taher.
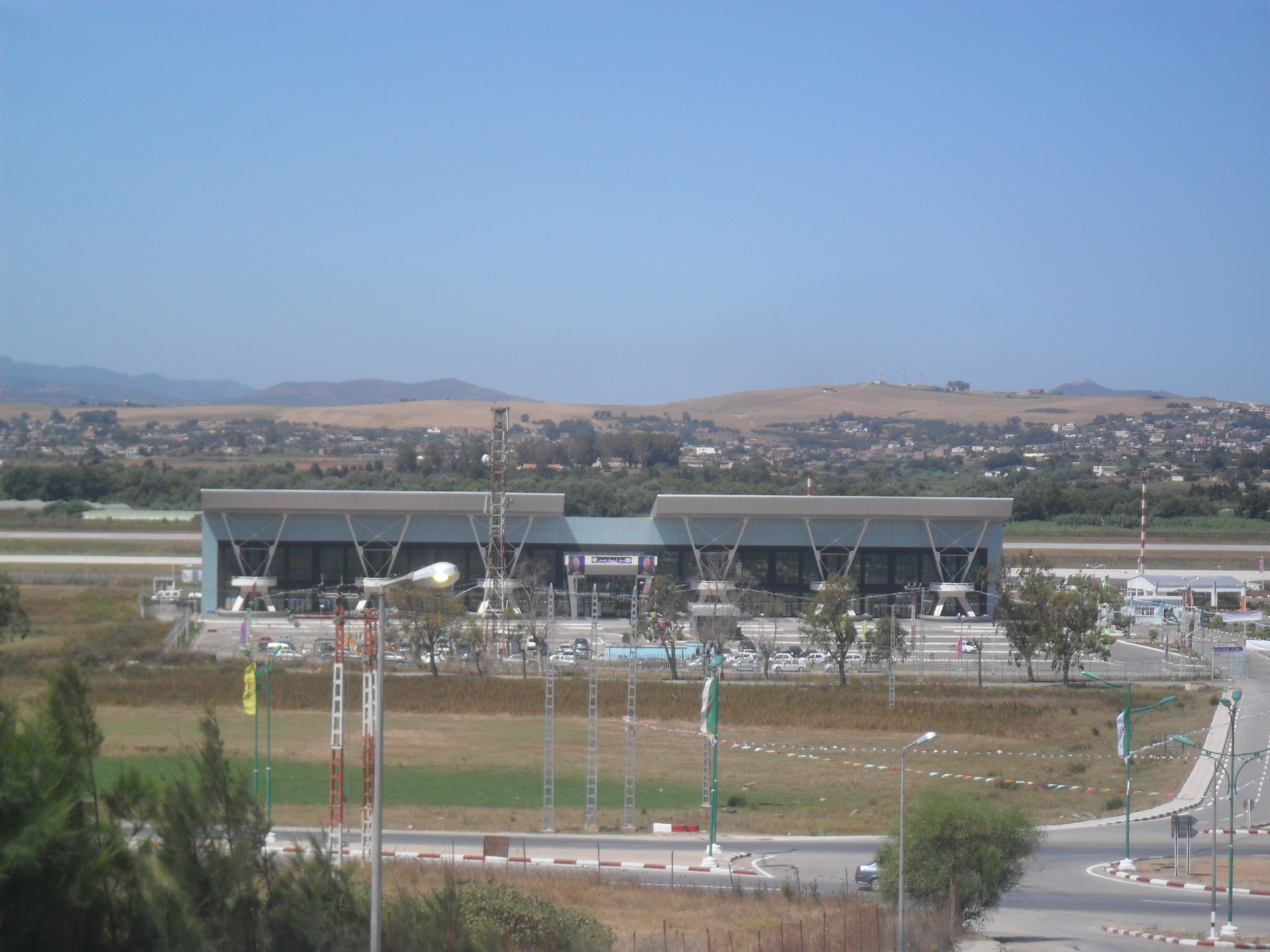
Aéroport Farhat Abbas.
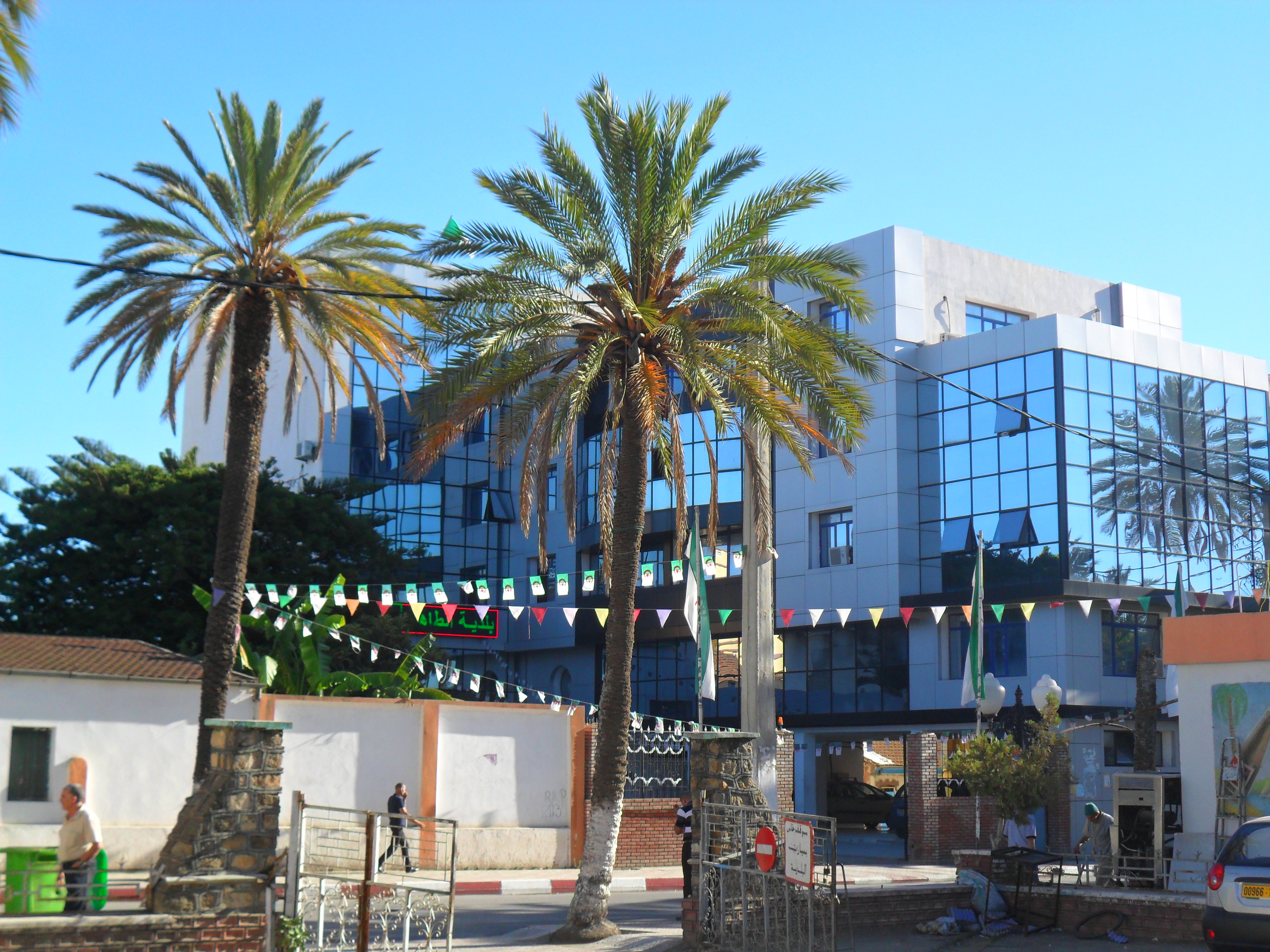
Siège de la mairie de Taher

### Localités de la commune
À sa création dans ses limites actuelles en 1984, la commune est composée de vingt-deux localités :
- Aïn El Hammam
- Bazoul
- Belmamouda
- Beni Metrane
- Bouachir
- Bouazzem
- Boubzrène
- Boulzazène
- Dar El Oued
- Dekkara
- Demina
- El Kedia
- Laajarda
- Lahjara
- Merdj El Bir
- Ouled Salah
- Ouled Souici
- Oum Djelal
- Tablelt
- Taher
- Lekherabchia
- Thar Ouassaf
- Tleta

Les agglomérations secondaires de Dekkakra, Dmina et Thar Ouassaf ont ensuite été intégrées dans l'agglomération du chef-lieu.
Actuellement, hors de la ville de Taher, les principales agglomérations de la commune sont Bazoul, Beni Metrane, Tlata, Bouachir et Redjla.

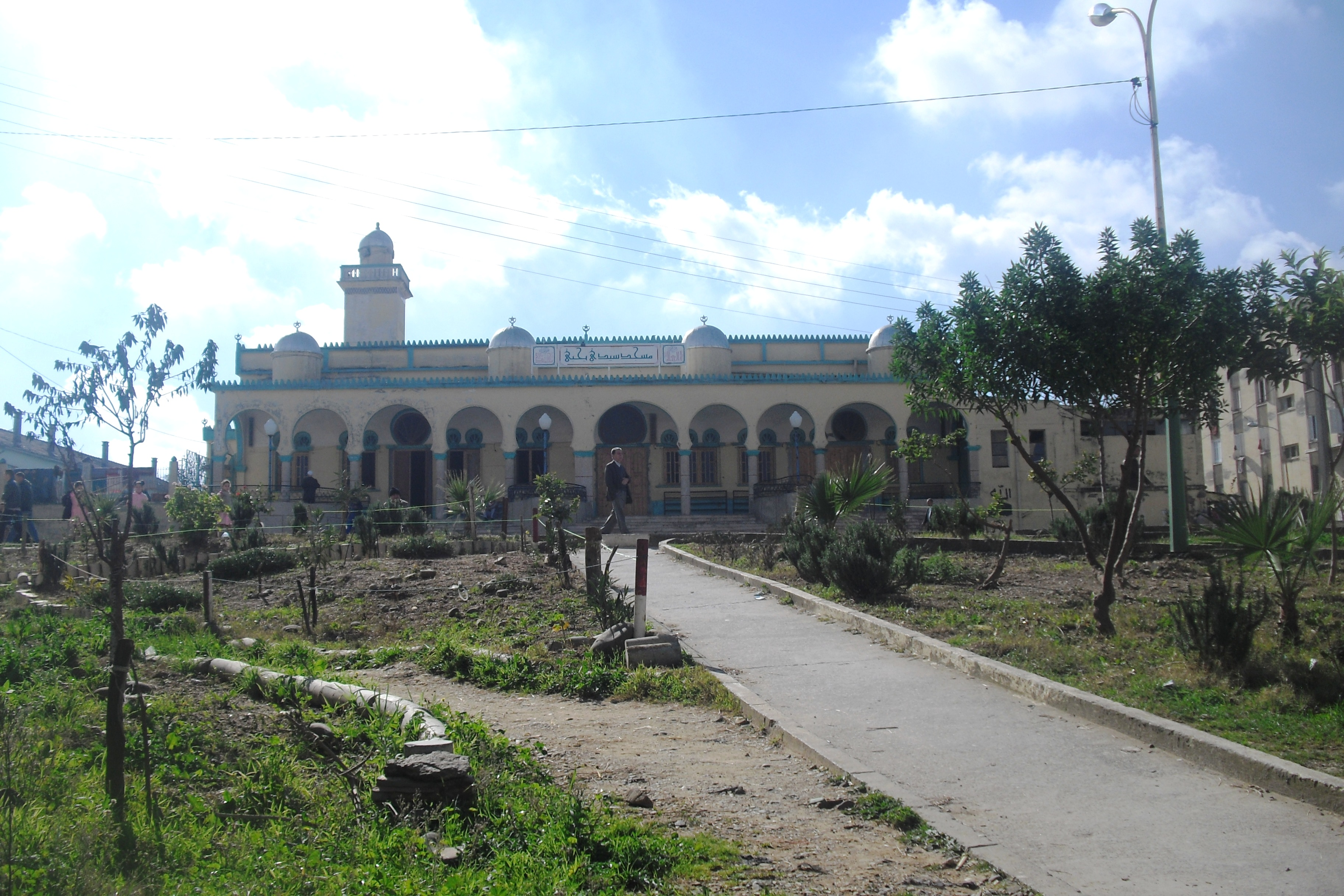
La mosquée de Sidi yahia au centre-ville de Taher en 2011.
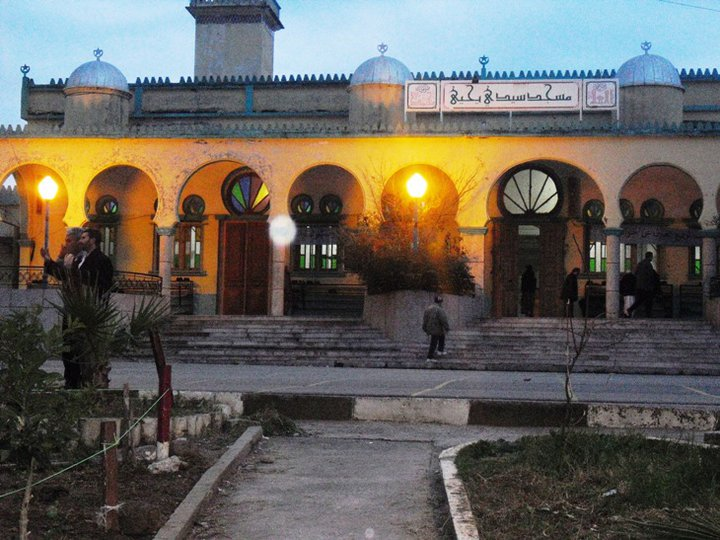
La mosquée de Sidi yahia en 2011.
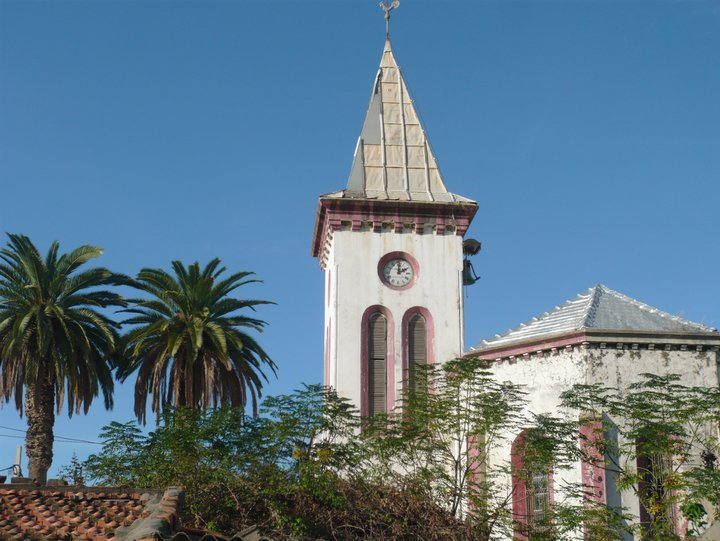
Ancienne église de Taher, située dans le centre-ville. (2011)
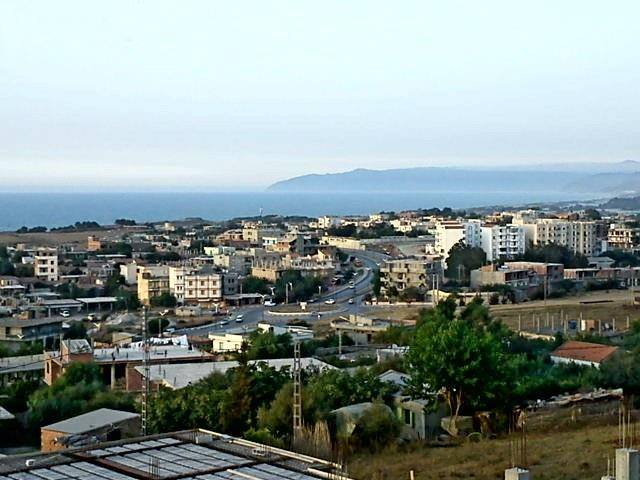
Bazoul

## Histoire
La ville actuelle est située sur le site d'un ancien village datant de l'époque ottomane.
Elle a été construite sur les terres des autochtones chassés dans les montagnes avoisinantes après la révolte de 1871 (voir révolte des Mokrani) du temps de la colonisation de l'Algérie par la France, après l'expropriation de la population, notamment de tribu des Ouled Belafou (2 313 hectares) et oued Djendjen (ex-Bni Amrane Seflia) (1 095 hectares).
À la fin du XIXe siècle, Taher devient le chef-lieu d'une commune mixte, plus étendue que l'actuelle commune de Taher, puisqu'elle incluait les communes actuelles de Chahna (à l'époque siège d'un douar) et d'Ouadjana, notamment le hameau de Bouafroune où en 1899 naquit l'homme d'État, Ferhat Abbas.

## Démographie
En 2008 : 77 367 d’habitants (dont 38 059 femmes et 39 307 hommes) avec un taux d’accroissement de 1,5 %.

Le recensement de 2008 compte 77 367 habitants de la commune, dont 59 250 personnes agglomérées dans le chef-lieu, 16 706 habitants des agglomérations secondaires et 1 411 habitants des zones éparses.

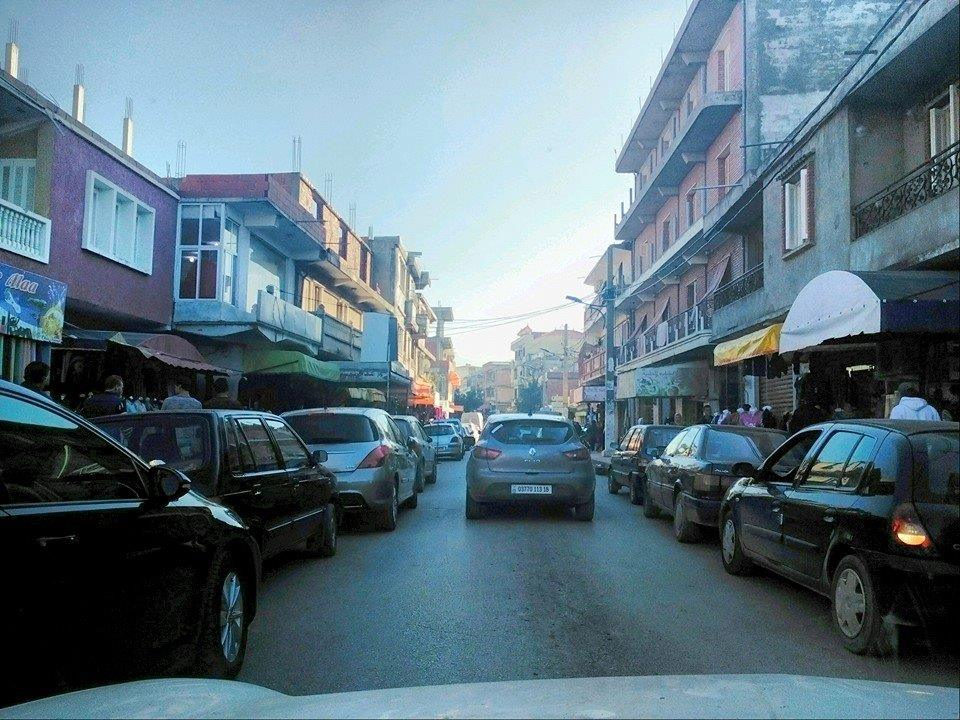
Ville de Taher

## Économie
La commune de Taher possède une double vocation : l'industrie et l’agriculture. Ces principales infrastructures économiques sont :
- La zone industrielle d'Ouled Salah comportant notamment l'usine du verre "Africaver".
- La centrale électrique d'Achouat (630 MW)
- L'usine de briques d'Achouat
- La gare ferroviaire de Bazoul
- L'aéroport international Ferhat Abbas
- Le port de Djen Djen avec une capacité de 4,5 millions de tonnes par an et d'une superficie de 104 ha[8]

Elle renferme également de vastes terrains agricoles sur les rives des oueds de Nil et de Djen Djen consacrés principalement à la serriculture

## Administration et politique
Le maire de la commune est le président de l’Assemblée populaire communale (APC).

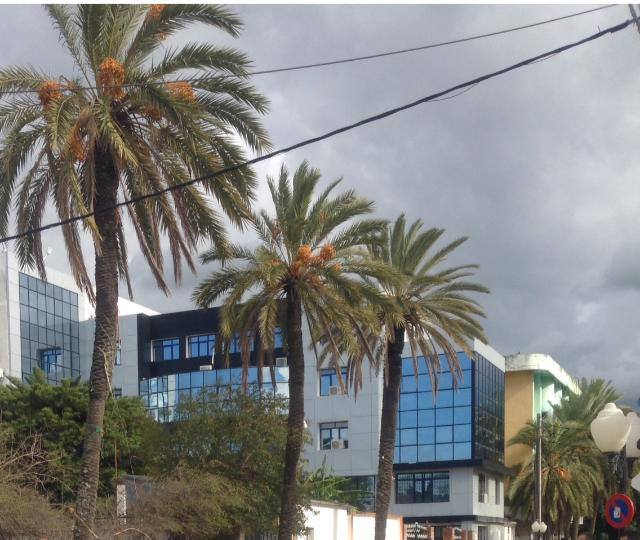
Siège de la Mairie, Taher

| Période | Période | Identité         | Étiquette | Qualité |
| ------- | ------- | ---------------- | --------- | ------- |
| 2002    | 2007    | Ammar Boulassel  | FLN       | P/APC   |
| 2007    | 2012    | Mohamed Fettane  | HMS       | P/APC   |
| 2012    | 2016    | Hafid Boumahrouk | RND       | P/APC   |
| 2016    | 2021    | Seddik Brihoum   | RND       | P/APC   |

## Personnalités liées à la commune

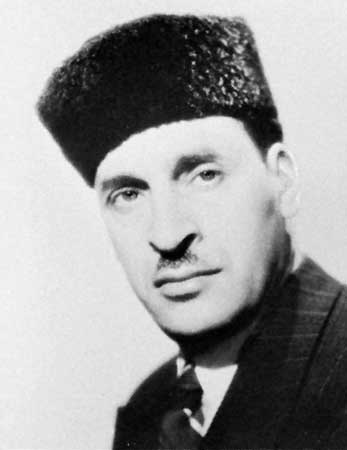
Ferhat Abbas.

- Ferhat Abbas (1899-1985), premier président du Gouvernement provisoire de la République algérienne (GPRA) de 1958 à 1961, est né dans le hameau de Bouafroune, alors situé dans la commune mixte de Taher, dans le douar de Chahna (Bouafroune se trouve aujourd'hui dans la commune d'Ouadjana[9]).
- Farès Bousdira footballeur international français né en 1953.
- Abdelouahab Mokrani, peintre, y est né en 1956.
- Karim Boudjema (y est né le 31 août 1957): est un chirurgien français, inventeur de la greffe auxiliaire du foie.
- Mohamed Amoura, né le 9 mai 2000, est un footballeur international algérien, Il évolue au poste d’attaquant à l'Union Saint-Gilloise.